# کنتور هوشمند
کنتور هوشمند یک دستگاه الکترونیکی است که اطلاعات مربوط به مصرف برق، اندازه ولتاژ و … را اندازه‌گیری می‌کند. کنتورهای هوشمند این اطلاعات را به منظور شفافیت در نوع مصرف با مشتریان به اشتراک می‌گذراند و این اطلاعات برای مدیریت مصرف و انتشار قبض مصرفی برای شرکت‌های تأمین کننده انرژی هم بسیار مفید هستند.

## نمونه کنتورهای هوشمند در ایران

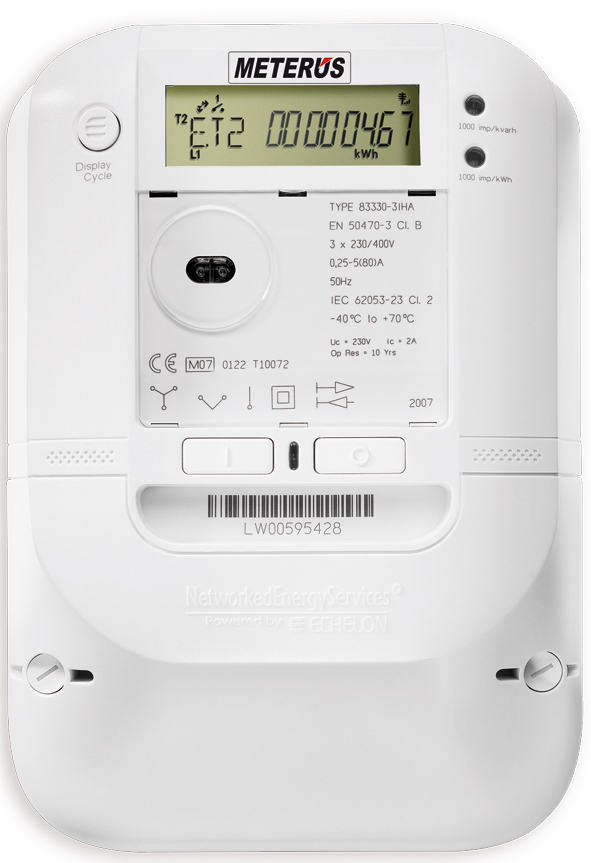
کنتور هوشمند مبتنی بر پروتکل (OSGP) که در کشورهای اروپایی استفاده می‌شود

### کنتور هوشمند آب و برق

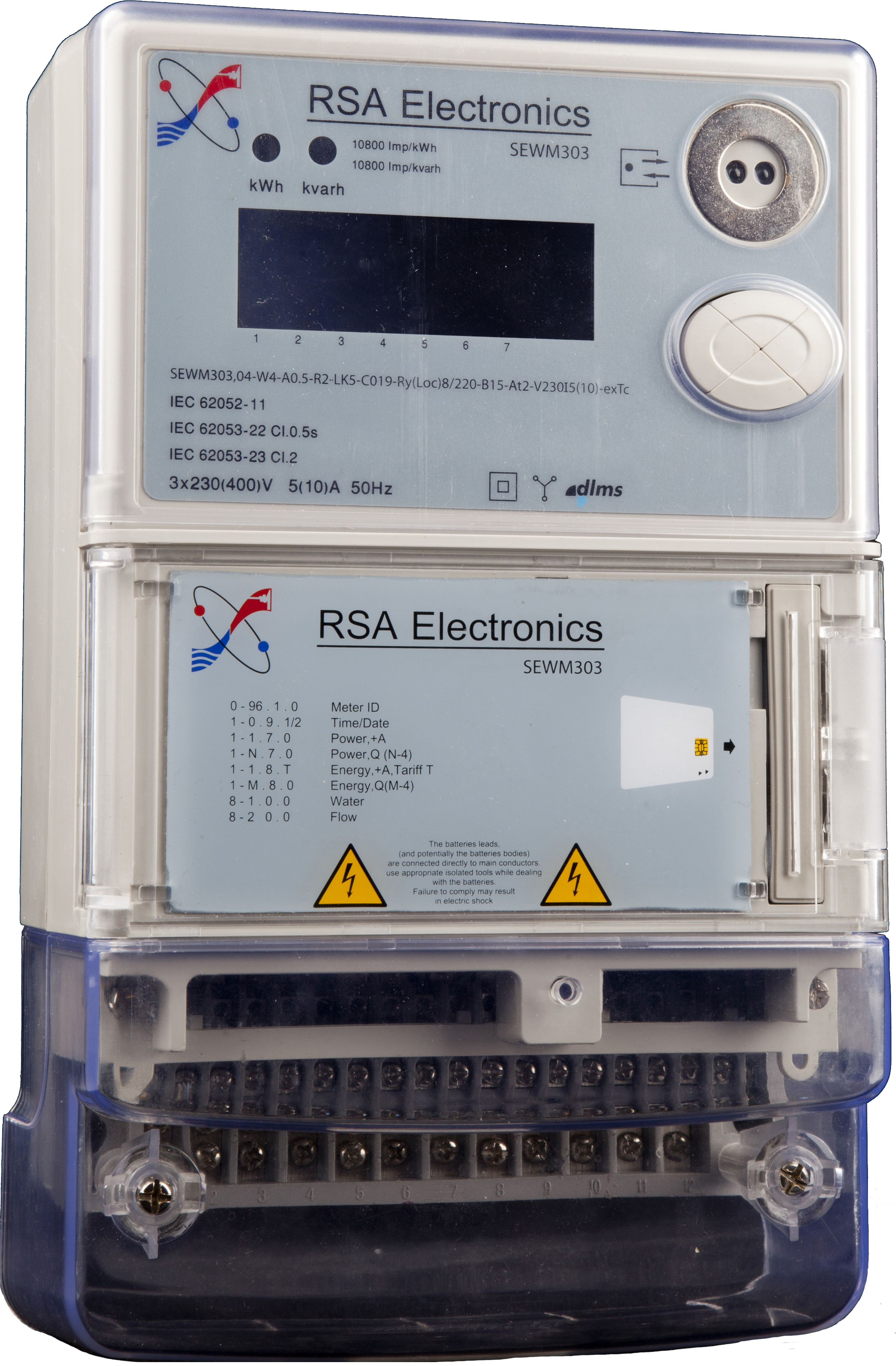
کنتور هوشمند آب و برق ۳۰۳

کنتور هوشمند آب و برق ترکیبی است از یک کنتور دیجیتال برق، یک کنتور حجمی آب و مجموعه مدیریت مصرف. این کنتور با اندازه‌گیری پارامترهای برق مصرفی، مخصوصاً توان اکتیو و راکتیو و با توجه به نوع الکتروپمپ، دبی لحظه‌ای و حجم آب مصرفی را محاسبه و ثبت می‌کند.
این کنتور، نخستین بار، بر اساس روشی که چند محقق ایرانی برای اندازه‌گیری آب پمپاژ شده توسط الکتروپمپ‌ها اختراع کرده‌اند، توسط یکی از شرکتهای مستقر در پارک علم و فناوری دانشگاه تهران، طراحی و ساخته شده‌است.
اولین ویرایش تحقیقاتی کنتور هوشمند آب در سال ۱۳۸۱ طراحی و به عنوان پایلوت در چند استان کشور نصب شد. تولید صنعتی و نصب کنتور هوشمند آب و برق، از سال ۱۳۸۵ و به عنوان یکی از ۱۰ طرح تعادل بخشی سفره‌های آب زیرزمینی، موضوع ماده ۱۷ قانون برنامه چهارم توسعه، آغاز شد. از سال ۱۳۸۹ و به دنبال تصویب قانون تعیین تکلیف چاه‌های آب فاقد پروانه، نصب کنتور هوشمند آب و برق بر روی همه چاه‌های کشاورزی، به هزینه مالکان چاه‌ها اجرا می‌شود. مطابق قانون، باید همه چاه‌های کشور تا پایان برنامه پنجم توسعه به کنتور مجهز شده باشند.

کنتور هوشمند آب و برق تاکنون به صورت متمرکز یا پراکنده در همه استانهای ایران نصب شده‌است. بسیاری از چاه‌های برقدار استانهای اردبیل - خراسان شمالی، خراسان جنوبی، لرستان، بوشهر و دشت‌های مشهد، مه ولات، داراب و کاشان با کنتور هوشمند آب و برق تجهیز شده‌اند.

با نصب کنتور هوشمند آب و برق، صرفه جویی قابل توجهی دربرداشت آب از سفره‌های آب زیرزمینی و مصرف برق در پیک شبکه، مخصوصاً در مناطقی که پروژه کامل انجام شده‌است، به وجود آمده‌است. کاهش افت سفره‌های آب زیرزمینی در دشت اسفراین، صرفه جویی دربرداشت آب از سفره‌های زیرزمینی چهارمحال و بختیاری، کاهش ساعات کارکرد الکتروپمپ‌های خراسان رضوی و کاهش پیک شبکه در توزیع برق شهرستان شیراز، نمونه‌های مستند شده این صرفه جویی هستند. این کنتورها احتمال دستکاری پایین‌تری دارند و تحت تاثیر آهنربای کنتور قرار نمی‌گیرند.

پروژه نصب کنتور هوشمند آب و برق در استان خراسان شمالی، در سال ۲۰۱۴، جایزه پروژه ابتکاری اتحادیه جهانی آب (IWA) را در منطقه اروپا و آسیای غربی کسب نموده‌است.

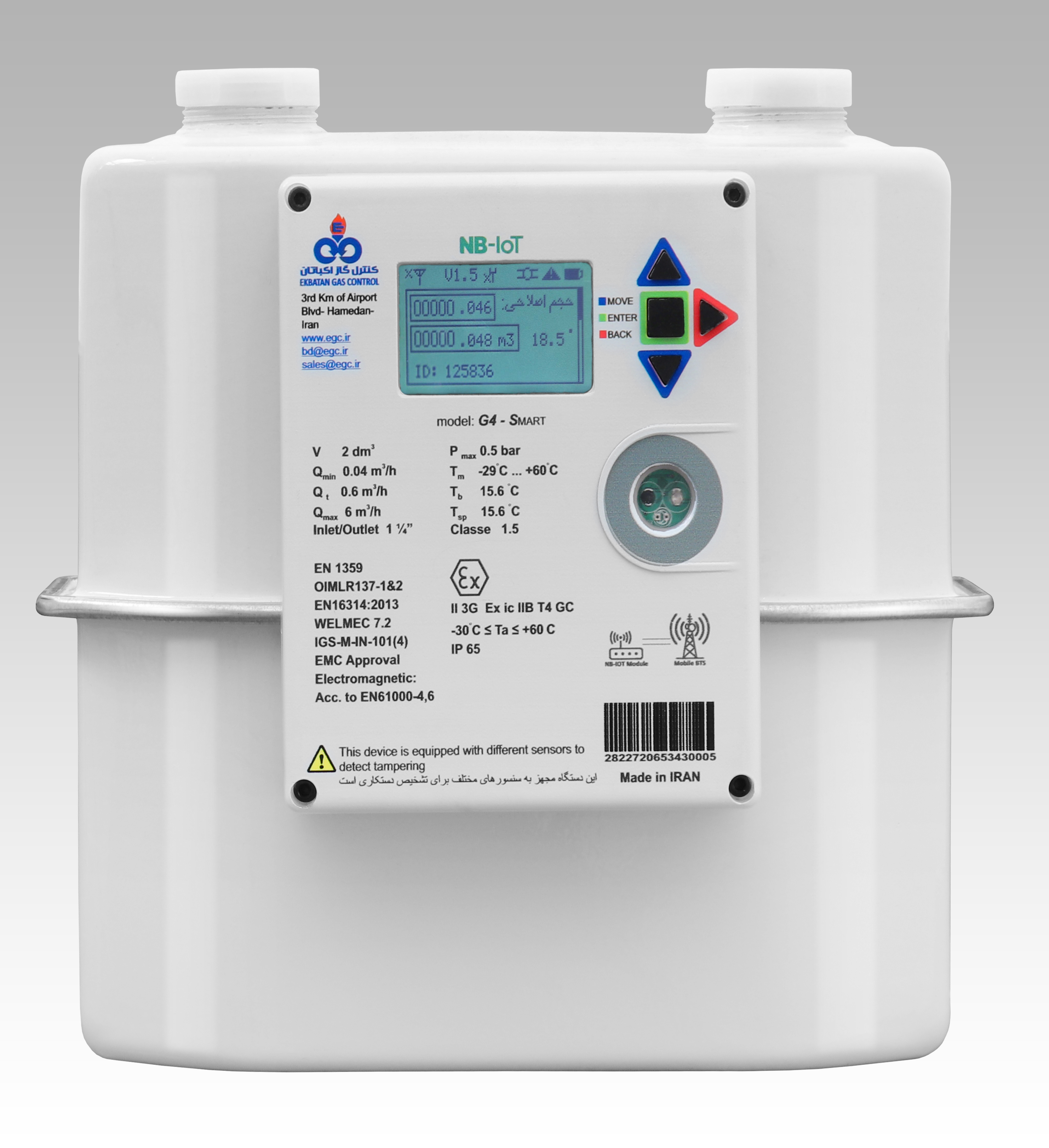
ماژول هوشمندسازی کنتور گاز